# María Cecilia Chacón Rendón
María Cecilia Chacón Rendón ist eine bolivianische Politikerin.
Sie war ab 6. April 2010 Verteidigungsministerin ihres Landes im Kabinett von Evo Morales.
María Cecilia Chacón trat am 26. September 2011 von ihrem Posten als Verteidigungsministerin zurück. Grund war ein gewaltsamer Polizeieinsatz gegen protestierende Amazonas-Indianer am Tag zuvor, gegen den sie protestieren wollte. Dabei ging es um ein Straßenbauprojekt durch den Nationalpark und Indigenenschutzgebiet Isiboro-Secure.